# Jalance
Jalance – gmina w Hiszpanii, w prowincji Walencja, we wspólnocie autonomicznej Walencja, o powierzchni 94,77 km². W 2011 roku liczyła 975 mieszkańców.